# Engenho do Mato
Engenho do Mato é um bairro de classe média da cidade de Niterói. Faz parte da Região Oceânica, e surgiu depois da junção de grandes fazendas do local.

## Localização
O Engenho do Mato está localizado na Região Oceânica de Niterói e faz limite com o bairro de Várzeas das Moças. E está situada a cerca de 20km do centro de Niterói e 42km do Aeroporto Internacional Tom Jobim - Rio Galeão.

## História
O bairro surgiu da partilha da Fazenda Engenho do Mato, que tinha como função principal a produção de banana prata e grande variedade de hortifrutigranjeiros, destinados principalmente ao centro consumidor de Niterói. Na área desta fazenda foram feitos dois loteamentos: o primeiro denominado "Jardim Fazendinha de Itaipu" e o segundo "Parque da Colina", ambos obedecendo ao Decreto-Lei número 3.079 de 15 de setembro de 1938.

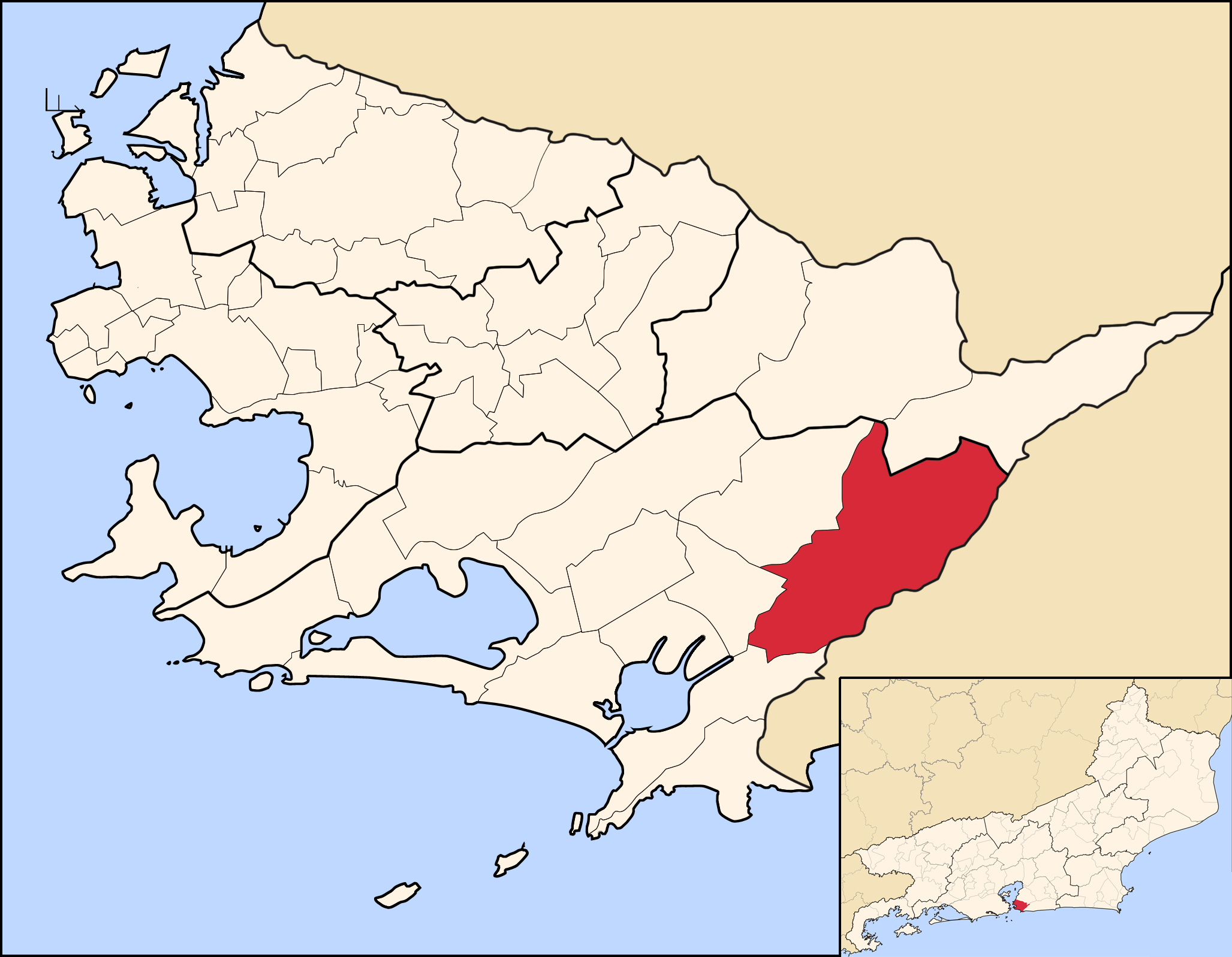
Localização do bairro do Engenho do Mato no município de Niterói.

A partir dos anos 50, a região passou a ser ocupada por posseiros que desenvolviam atividades agrícolas e acabaram sofrendo ameaças de expulsão com a venda dessas terras, o que só não ocorreu em função de uma ação governamental que desapropriou a área visando a instalação do núcleo colonial da Fazenda do Engenho do Mato, Decreto nº 7.577 de 2 de agosto de 1961. Tal ação surgiu a partir da tentativa de evitar um possível êxodo dessa população para o centro urbano e também para garantir a continuidade de uma produção agrícola próxima à cidade de Niterói, além de evitar a derrubada da mata existente, rica em madeira de lei. A área desapropriada alcançava aproximadamente 52 alqueires. 
Posteriormente, nos anos 70, sugiram os loteamentos que foram responsáveis pela configuração atual do bairro. Atualmente, grande parte da área plana é ocupada por residências de moradores de classe média que, em sua maior parte, teve acesso à terra a partir da compra direta aos posseiros mais pobres. A população de baixa renda localiza-se principalmente no Jardim Fluminense e nas encostas da Serra da Tiririca. 
As propriedades, antes destinadas à veraneio ou finais de semana, hoje apresentam-se como local de moradia permanente de uma população que tem como remanescentes da vida rural a tranqüilidade e a paisagem, bem como a proximidade com as praias oceânicas. Estes são os principais elementos atrativos e de valorização dos terrenos do bairro. A entrada do capital imobiliário, somado ao asfaltamento das principais vias de acesso ao Engenho do Mato, resultaram nas altas taxas de crescimento anual da população a partir da década de 1970.

## Dados demográficos
- Área: 10,5 km2

- População: 10.038 habitantes, sendo a população composta de 50.45% de mulheres e 49.55% de homens.[3]